# 萨尔堡
萨尔堡（法語：Sarrebourg，法語發音：[saʁbuʁ]），法国东北部城市，大东部大区摩泽尔省的一个市镇，同时也是该省的一个副省会，下辖萨尔堡-萨兰堡区，其市镇面积为16.4平方公里，2022年1月1日时人口数量为12,274人，在法国城市中排名第804位。
萨尔堡位于摩泽尔省东南部，萨尔河畔，斯特拉斯堡、梅斯和南锡三地的中点地带。萨尔堡历史上长期为一座边防城市，20世纪初当地曾建有大型防御城塞，现代为一个区域性的工商业中心，同时也是一个铁路交通枢纽。

## 地名来源

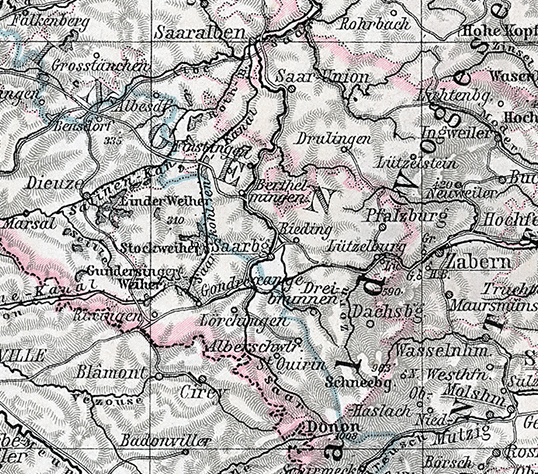
德占时期萨尔堡地区地图

“萨尔堡”一名来源于拉丁语，最初被记载于762年，意为“萨尔河畔的城镇”，其现代法语、莱茵法兰克语、洛林语以及德语中含义均相同。

## 历史
萨尔堡位于萨尔河畔，其历史与河流息息相关，古罗马时期，当地曾出现了一座横跨萨尔河的桥梁，被称为，其河流右岸出现了一处城镇，至公元3世纪时，该城面积发展超过15公顷。中世纪初，萨尔堡成为阿尔萨斯和洛林之间的边境地区，自7世纪起成为萨罗昂西领地（pagus saroensis）。公元10世纪，萨尔堡成为梅斯教皇亲王国的一部分，后在阿尔萨斯和洛林公国之间几经转手，中世纪末被划入阿勒马涅行政区。1661年《万塞讷条约》签署后，萨尔堡成为法兰西的一部分，由洛林公国管辖。法国大革命后，萨尔堡成为默尔特省的一个市镇，1851年，途径萨尔堡的巴黎－斯特拉斯堡铁路建成通车。普法战争后，萨尔堡及其所属的阿尔萨斯-洛林地区东北部被普鲁士占领，后者将萨尔堡设为一个地区行署，并在此建立了大型防御城堡。第一次世界大战结束后，萨尔堡重归法国，并改属摩泽尔省，成为该省的一个副省会。二战时期，萨尔堡被纳粹德军占领，并被更名为，战后恢复原名。1953年，霍夫整体并入萨尔堡的市镇范围。

## 地理

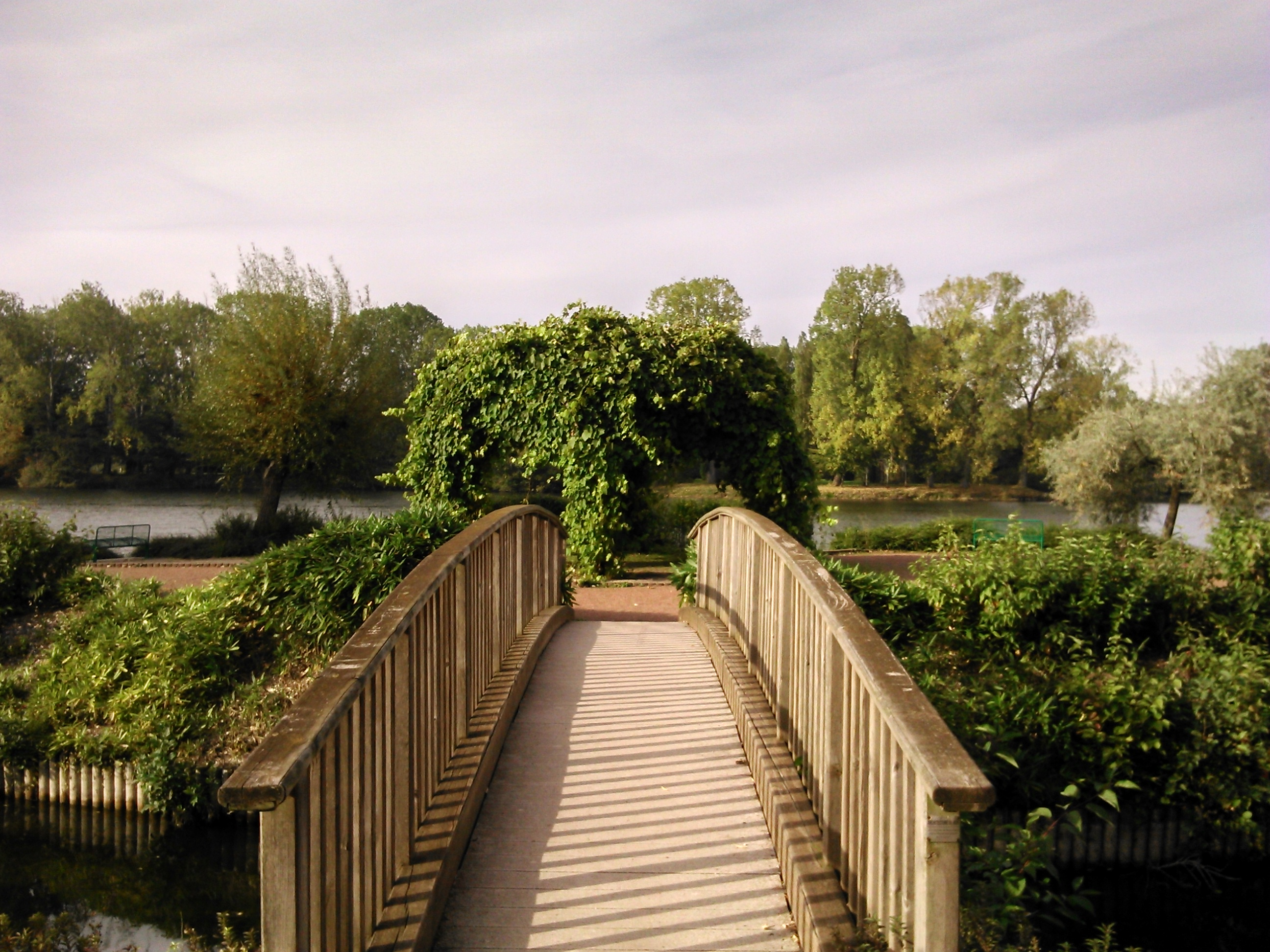
莱韦克湖公园

萨尔堡位于法国东北部，大东部大区东北部和摩泽尔省东南部，距离省会梅斯大约90公里。与萨尔堡接壤的市镇包括：贝班、比勒洛林、多尔万、欧克洛谢、埃斯、伊姆兰、雷丹、萨拉尔特罗夫。

### 地形
萨尔堡位于孚日山北段的一处谷地，境内以浅丘为主，市区地势平坦，全境海拔在244到325米之间。

### 水文
萨尔河自南向北流经境内，该河是莱茵河的左岸支流。

### 植被
萨尔堡属于温带落叶林区，市区西侧的莱韦克湖公园（Parc de l'Étang Lévêque）是当地主要的城市绿地公园，常年免费向公众开放。

### 气候
萨尔堡在柯本气候分类法中属于温带海洋性气候，但因距离海岸线较远，加之海拔相对较高，故又有一定的大陆性特征。
距离萨尔堡最近的气象站位于雷丹境内，以下为该气象站的数据：
| 雷丹1981年－2019年  | 雷丹1981年－2019年 | 雷丹1981年－2019年 | 雷丹1981年－2019年 | 雷丹1981年－2019年 | 雷丹1981年－2019年 | 雷丹1981年－2019年 | 雷丹1981年－2019年 | 雷丹1981年－2019年 | 雷丹1981年－2019年 | 雷丹1981年－2019年 | 雷丹1981年－2019年 | 雷丹1981年－2019年 | 雷丹1981年－2019年 |
| 月份                | 1月                | 2月                | 3月                | 4月                | 5月                | 6月                | 7月                | 8月                | 9月                | 10月               | 11月               | 12月               | 全年               |
| ------------------- | ------------------ | ------------------ | ------------------ | ------------------ | ------------------ | ------------------ | ------------------ | ------------------ | ------------------ | ------------------ | ------------------ | ------------------ | ------------------ |
| 历史最高温 °C（°F） | 15.3 (59.5)        | 16.9 (62.4)        | 22.5 (72.5)        | 28.1 (82.6)        | 32.4 (90.3)        | 35.7 (96.3)        | 35.7 (96.3)        | 37.7 (99.9)        | 31.2 (88.2)        | 26.8 (80.2)        | 20.8 (69.4)        | 16.5 (61.7)        | 37.7 (99.9)        |
| 平均高温 °C（°F）   | 4.6 (40.3)         | 7.2 (45.0)         | 9.9 (49.8)         | 16.7 (62.1)        | 19.9 (67.8)        | 23.7 (74.7)        | 26.1 (79.0)        | 23.4 (74.1)        | 20 (68)            | 15.2 (59.4)        | 9.7 (49.5)         | 4.3 (39.7)         | 15.1 (59.2)        |
| 日均气温 °C（°F）   | 1.6 (34.9)         | 3.3 (37.9)         | 5 (41)             | 10.1 (50.2)        | 14.5 (58.1)        | 18.2 (64.8)        | 20 (68)            | 17.5 (63.5)        | 13.8 (56.8)        | 9.9 (49.8)         | 6.3 (43.3)         | 1.7 (35.1)         | 10.2 (50.4)        |
| 平均低温 °C（°F）   | −1.9 (28.6)        | −0.3 (31.5)        | 0.7 (33.3)         | 3.7 (38.7)         | 8.6 (47.5)         | 11.1 (52.0)        | 13.3 (55.9)        | 12.2 (54.0)        | 8.5 (47.3)         | 5.4 (41.7)         | 2.9 (37.2)         | −1.4 (29.5)        | 5.2 (41.4)         |
| 历史最低温 °C（°F） | −15.7 (3.7)        | −17.2 (1.0)        | −12.5 (9.5)        | −5.2 (22.6)        | −1.7 (28.9)        | 0.1 (32.2)         | 0.1 (32.2)         | 0.1 (32.2)         | −0.4 (31.3)        | −7.4 (18.7)        | −10 (14)           | −24.3 (−11.7)      | −24.3 (−11.7)      |
| 平均降水量 mm（）   | 55.9 (2.20)        | 82 (3.2)           | 95 (3.7)           | 33.9 (1.33)        | 76 (3.0)           | 63.5 (2.50)        | 88.1 (3.47)        | 112.8 (4.44)       | 75.9 (2.99)        | 70.5 (2.78)        | 75.2 (2.96)        | 86.3 (3.40)        | 915 (36.0)         |
| 月均日照時數        | 68.9               | 95                 | 146.7              | 202.7              | 211.9              | 254.8              | 258.5              | 205.4              | 178                | 141.9              | 70.9               | 56                 | 1,890.7            |
| 来源：infoclimat.fr |                    |                    |                    |                    |                    |                    |                    |                    |                    |                    |                    |                    |                    |

## 行政区划
萨尔堡是法国大东部大区摩泽尔省的一个市镇，编号为57630，它也是摩泽尔省的一个副省会。萨尔堡下辖萨尔堡-萨兰堡区，管理萨尔堡县，同时也是萨尔堡南摩泽尔市镇公共社区的办公驻地。
法国国家统计与经济研究所（简称）在进行数据统计时，将萨尔堡及相邻的另外2个市镇设为萨尔堡城市核心区，并将包括核心区在内的周边共52个市镇划为萨尔堡城市区。同时，还将萨尔堡市镇分为了6个“块区”（IRIS），以便于统计人口分布情况。

## 交通

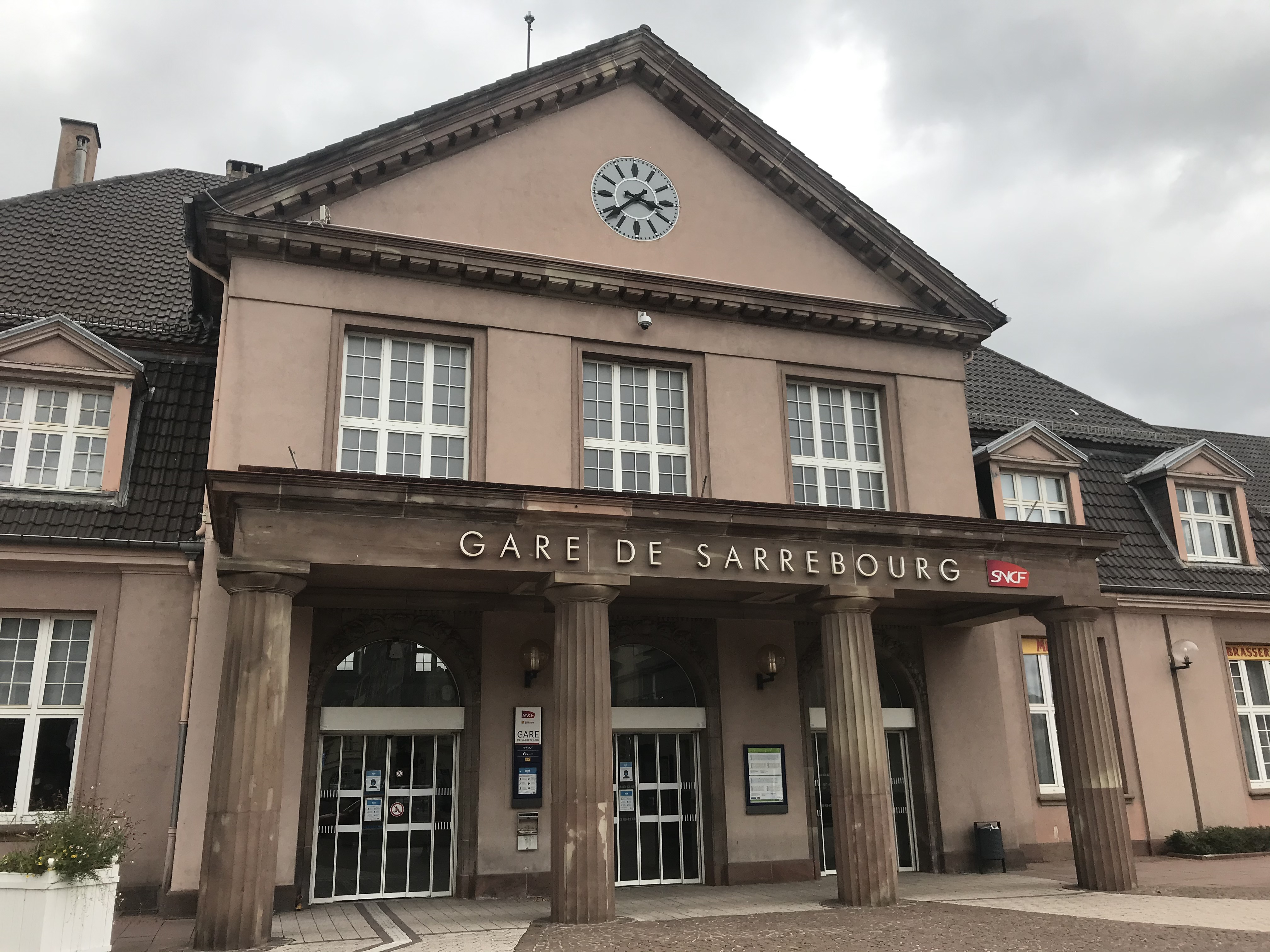
萨尔堡火车站

### 公路
法国国道N4线和多条摩泽尔省省道在萨尔堡境内交汇，大东部大区下属的城际客运提供巴士线路，可前往萨兰堡、萨尔于尼翁等地。
2017年，68.6%的萨尔堡家庭拥有至少一辆的私人汽车。2018年，萨尔堡境内共发生各类交通事故6起，造成6人受伤。

### 铁路
萨尔堡位于巴黎－斯特拉斯堡铁路上，同时通过一条联络线连接前往梅斯方向的铁路。萨尔堡站位于市区中部，该站每天停靠一班可直达巴黎的高速列车，同时也停靠前往梅斯、南锡和斯特拉斯堡三个方向的区域列车。

### 航空
距离萨尔堡最近的民用航空站为斯特拉斯堡国际机场，距离萨尔堡市中心的公路里程约66公里。

### 城市公共交通
萨尔堡城市公共交通（商业名称为）是当地的城市公共交通系统。截至2020年12月，该系统共包括2条常规公交线路和2条定制线路，路网覆盖了萨尔堡市区内的主要街道和居民区。

## 政治

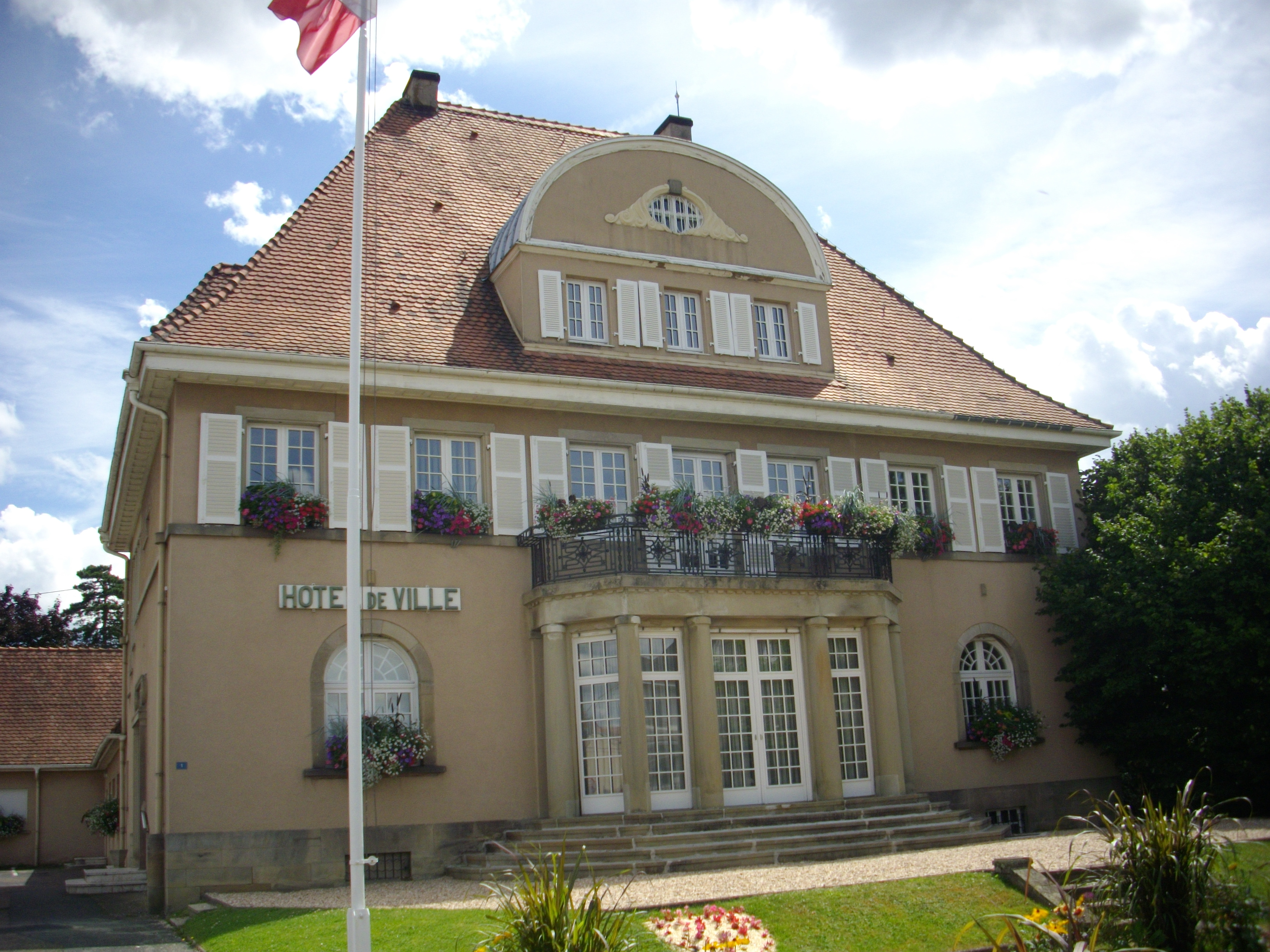
萨尔堡市政厅

萨尔堡的现任市长为阿兰·马尔蒂先生，他是共和党的一名成员，在2020年的市政选举中获得了51.97%的支持率。
在2017年的法国总统大选中，法国第25任总统埃马纽埃尔·马克龙在萨尔堡获得了61.85%的支持率。
| 萨尔堡历届市长 |                 |                                            |
| 任期           | 市长            | 党派                                       |
| 1944年－1959年 | 埃米尔·佩泰尔   | 不详                                       |
| 1959年－1971年 | 阿尔丰斯·斯托克 | 不详                                       |
| 1971年－1989年 | 皮埃尔·梅斯梅尔 | UDR共和国保卫联盟 →RPR保衛共和聯盟         |
| 1989年－       | 阿兰·马尔蒂     | RPR保衛共和聯盟 →UMP人民运动联盟 →LR共和黨 |

## 人口
2017年，萨尔堡市镇人口数量为12,045，在法国排名第804位。其中男性6,042人，女性6,003人，75岁及以上人口占8.3%，外籍人口数量为2,808人，人口密度为734人/平方公里，当地居民被称为（男性）或（女性）。2018年，萨尔堡境内出生123人，死亡人口143人。
| 年份   | 1936  | 1946  | 1954   | 1962   | 1968   | 1975   | 1982   | 1990   | 1999   | 2006   | 2011   | 2016   | 2017   |
| ------ | ----- | ----- | ------ | ------ | ------ | ------ | ------ | ------ | ------ | ------ | ------ | ------ | ------ |
| 人口數 | 9,561 | 8,722 | 10,439 | 11,080 | 11,413 | 12,615 | 12,699 | 13,311 | 13,330 | 12,722 | 12,398 | 11,987 | 12,045 |

## 经济
萨尔堡是一个区域性的中心城市，当地共有各类用人单位1,892家，平均历史为17年，其中97.8%为中小型企业（PME）。 梅菲斯托（Mephisto，特种服装）、（Sarredis，零售）及加塞尔（Gasser SARL，装饰材料）是当地2019年营业额最高的三个企业，分别为146,831,152欧元、106,812,752欧元和15,245,017欧元。

## 财政收入
2018年，萨尔堡的财政收入总额为15,254,200欧元，财政支出总额为13,078,300欧元，当年的债务总额为5,218,470欧元。
2015年，萨尔堡的人均收入总额为2,421欧元，其中高职人员为4,267欧元，普通职员为1,773欧元。
2017年，萨尔堡境内的青壮年（15至64岁）失业率为18.3%，当地38.3%的家庭拥有纳税资格。

## 社会事务

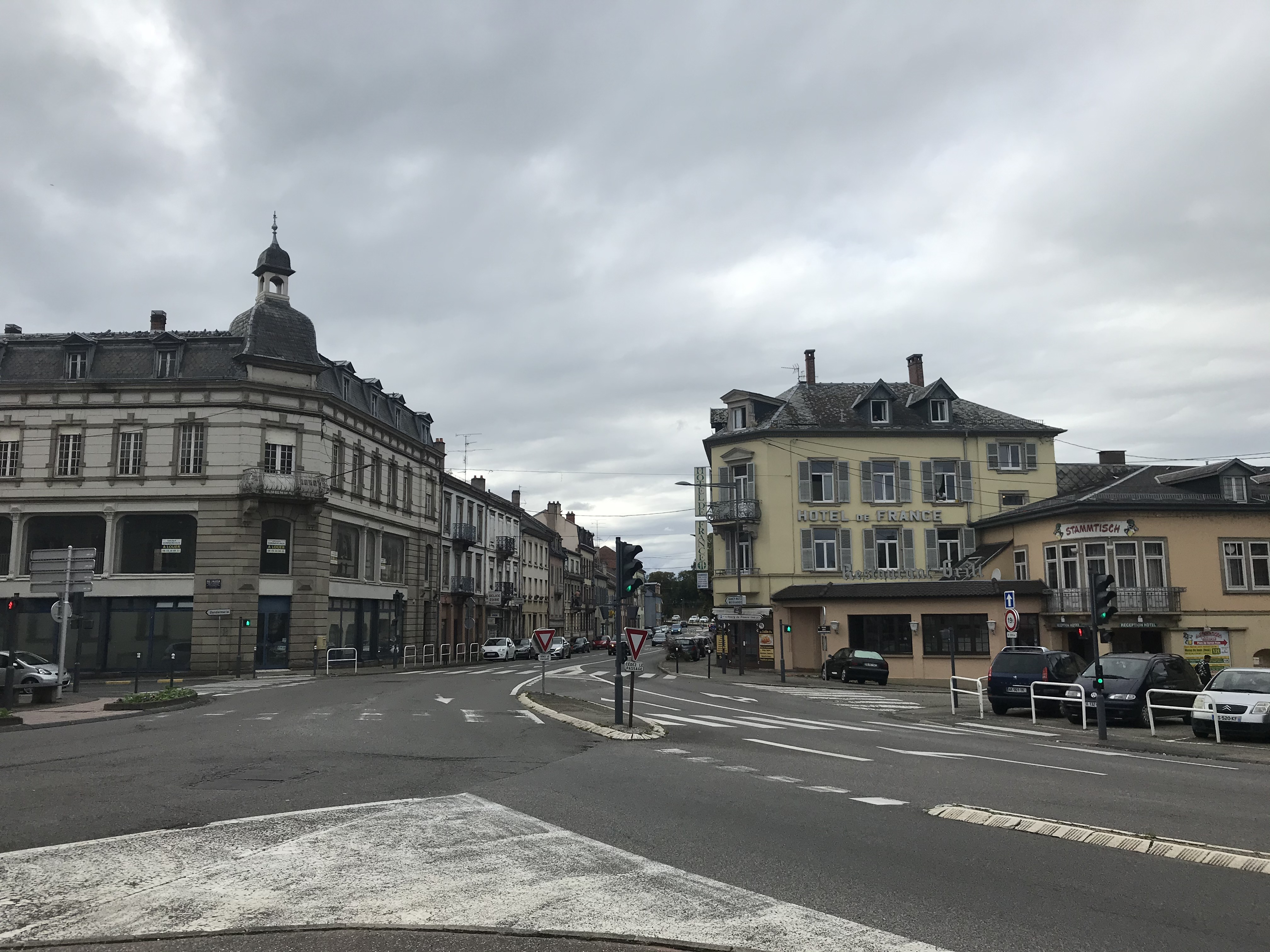
庞加莱大街

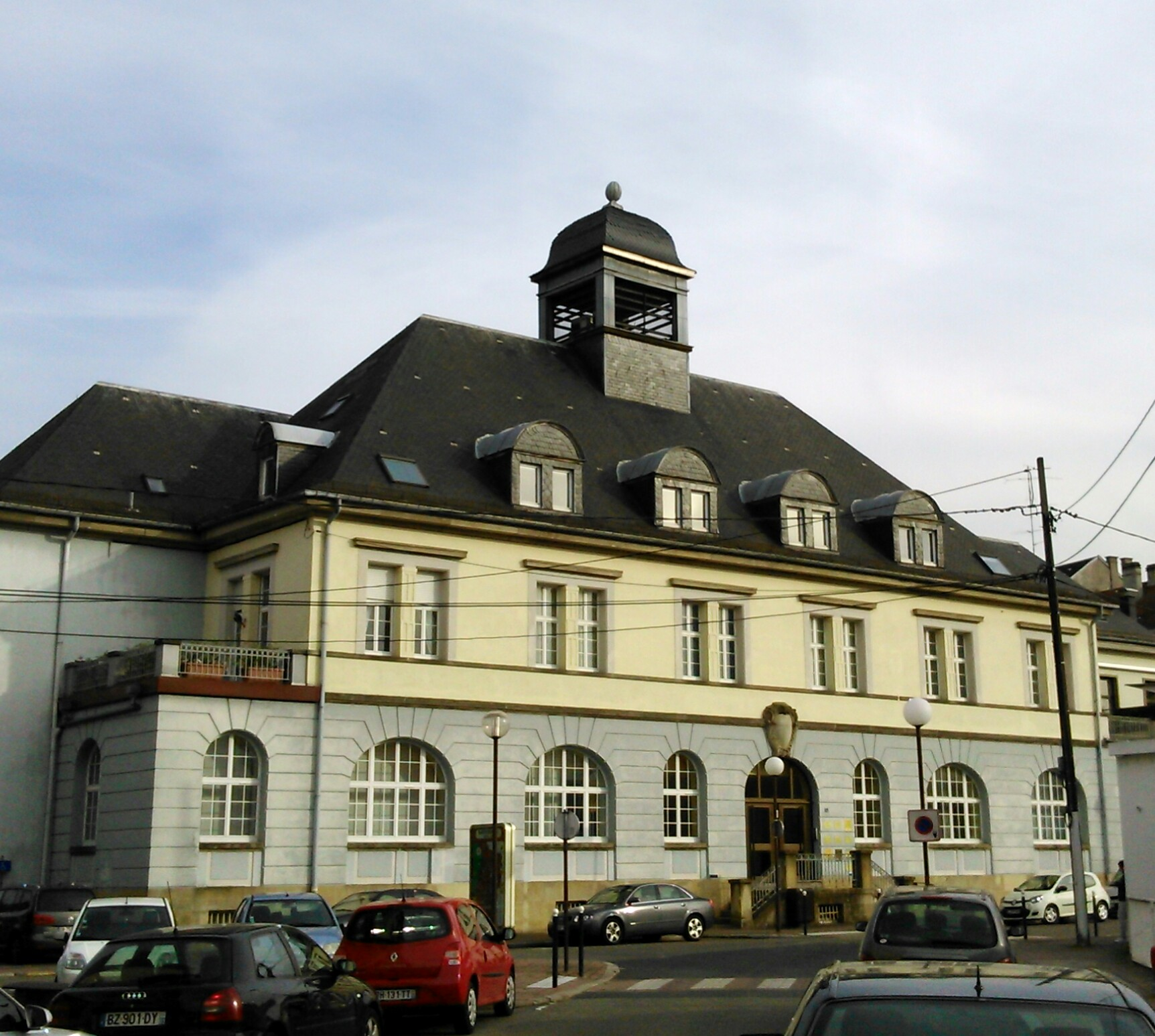
萨尔堡邮政大楼

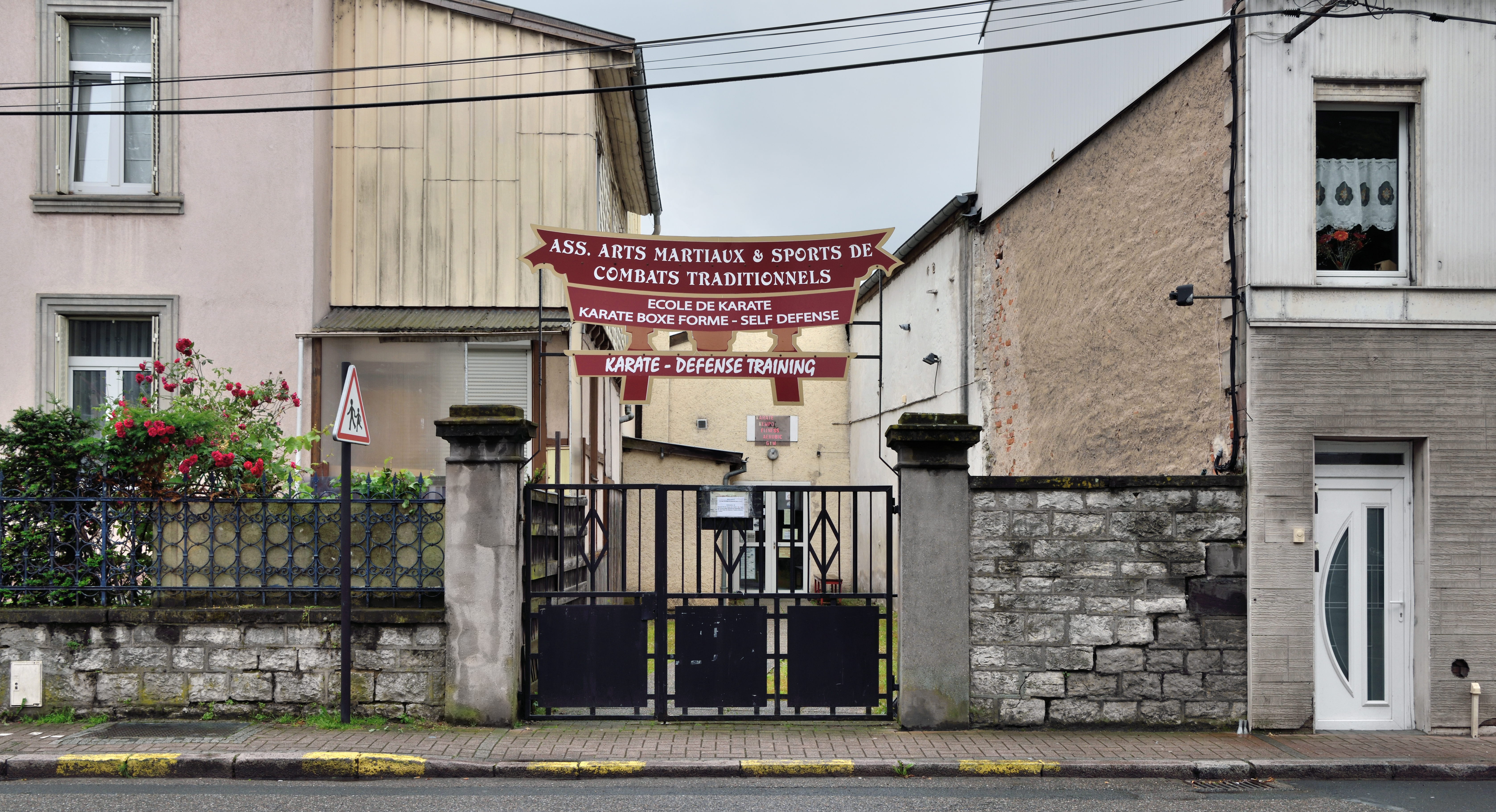
萨尔堡体育运动联盟

### 教育
萨尔堡属于南锡-梅斯学区。截止2019年1月1日，萨尔堡境内共有5所幼儿园、5所小学、3所初级中学、1所普通高中和2所职业高中。2018至2019学年度，萨尔堡境内共有在校中等教育阶段学生2,674名。

### 医疗
截止2019年1月1日，萨尔堡境内共有全科医生18名、保健师16名、牙医20名、护士32名、耳科医生2名、眼科医生2名、皮肤科医生1名、助产士2名、儿科医生1名和妇科医生2名。境内共有药房6家、养老院2家、残疾人帮扶中心5家。
萨尔堡中心医院（Centre Hospitalier de Sarrebourg）是法国的一个区域性医疗机构，其主病区“圣尼古拉中心医院”（Centre Hospitalier Saint Nicolas）位于萨尔堡市区，设有床位216个，是当地规模最大的公立综合性医院。

### 住房
2017年，萨尔堡境内共有各类住房6,608套，其中34.2%为独立式居民区，65.4%为集中式居民区。常住房屋占萨尔堡市镇范围内居民建筑总量的90.1%。

### 商业
2018年，萨尔堡境内共有各类实体商铺442家，其中餐厅55家、大型超市9家、杂货店5家、面包房14家、肉铺11家、书店5家、装饰品店2家、银行门店9家、美容美发店28家、汽车维修店28家。市区西南部建有大型开放式商业街区。

### 体育
2019年，萨尔堡境内共有1家游泳池、5间体育馆、2座综合体育场、8处网球场、4处足球或橄榄球场、6处篮球或排球场以及1处高尔夫球场。
萨尔堡因手球而闻名，萨尔堡-南摩泽尔手球俱乐部成立于1970年，2020至2021赛季参加法国手球乙级联赛
萨尔堡足球俱乐部是当地的一支足球队，成立于1962年，2020至2021赛季参加大东部大区足球联赛。当地另有萨尔堡土耳其足球队（Equipe Football Turque de Sarrebourg），2020至2021赛季参加摩泽尔省足球联赛。

### 环境
萨尔堡的环境事务由其所属的公共社区负责。2018年，萨尔堡境内共有3家污染企业。

### 治安
2018年，萨尔堡市镇范围内共有1处派出所和1处宪兵队。
2014年，萨尔堡及附近地区共发生各类案件817起，其中盗窃类案件543起，经济类案件56起，毒品交易类案件88起。

## 文化
2019年，萨尔堡境内共有1家电影院、1家博物馆和1家音乐厅。萨尔堡市政府提供多媒体中心，向公众全年开放。

### 建筑
萨尔堡境内有多处法国国家文物保护单位，其中圣巴尔泰莱米教堂（Église Saint-Barthélémy）、萨尔堡地区博物馆等为当地的代表性建筑物。

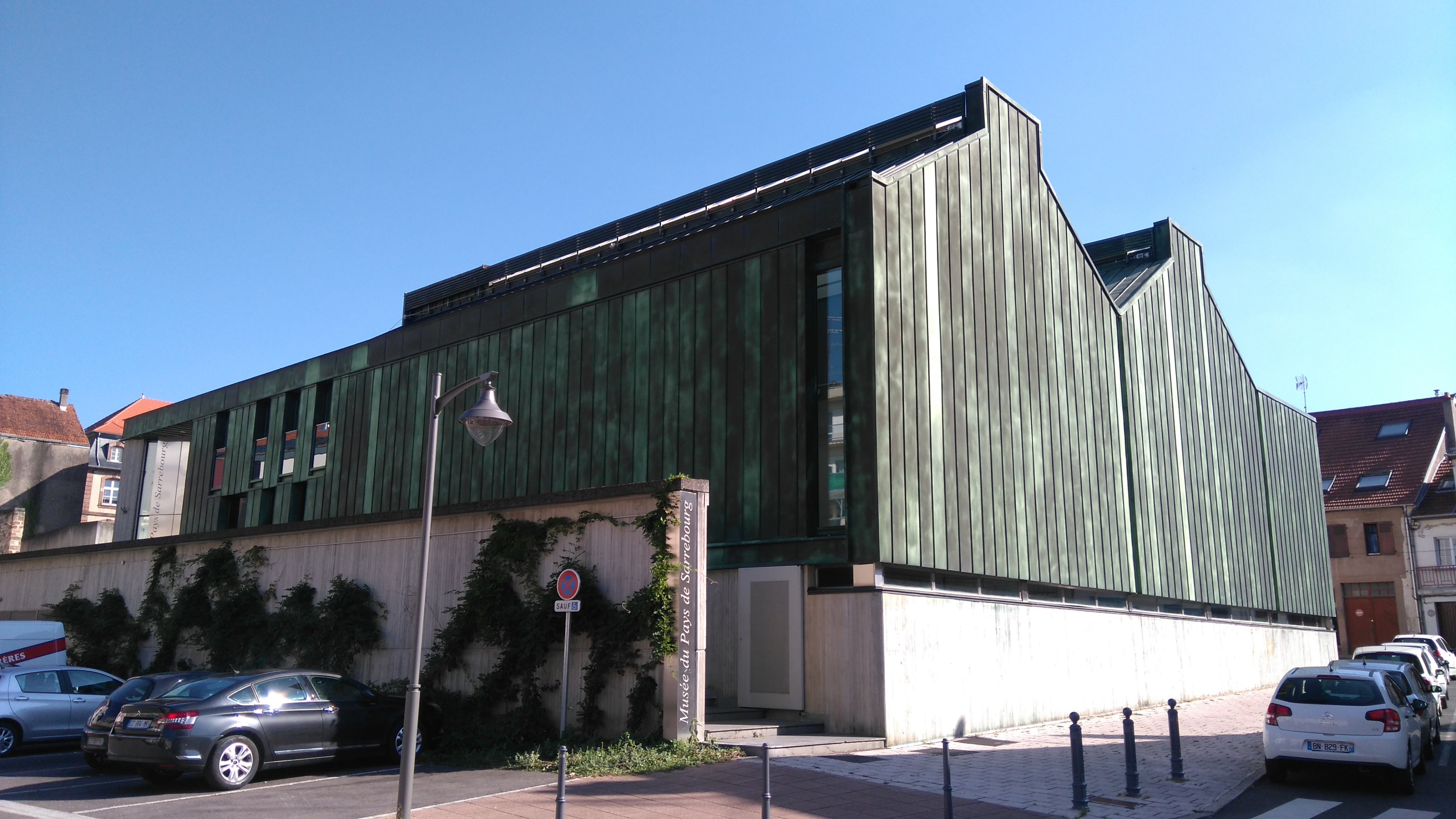
萨尔堡地区博物馆（法语：Musée du pays de Sarrebourg）
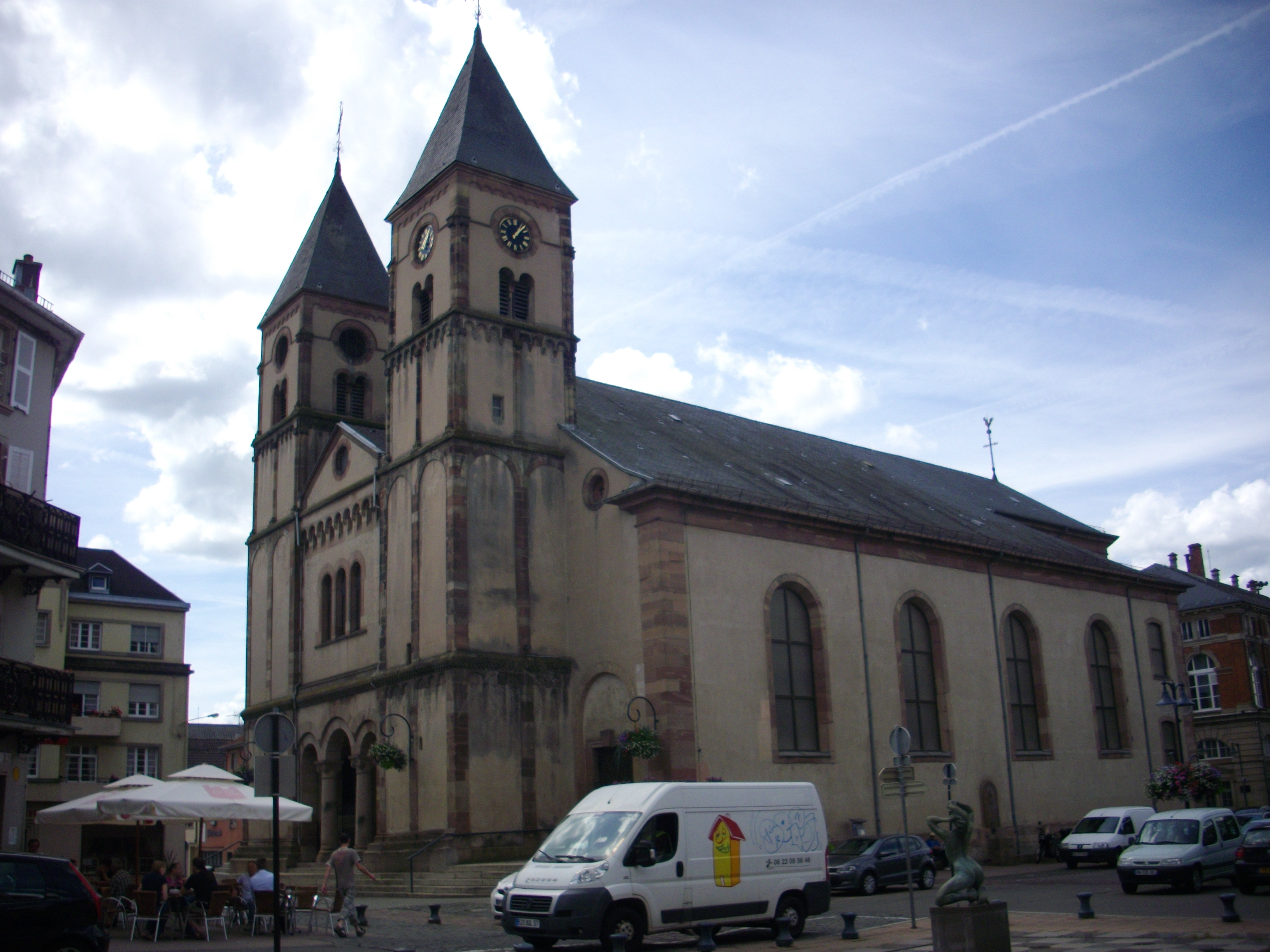
圣巴尔泰莱米教堂
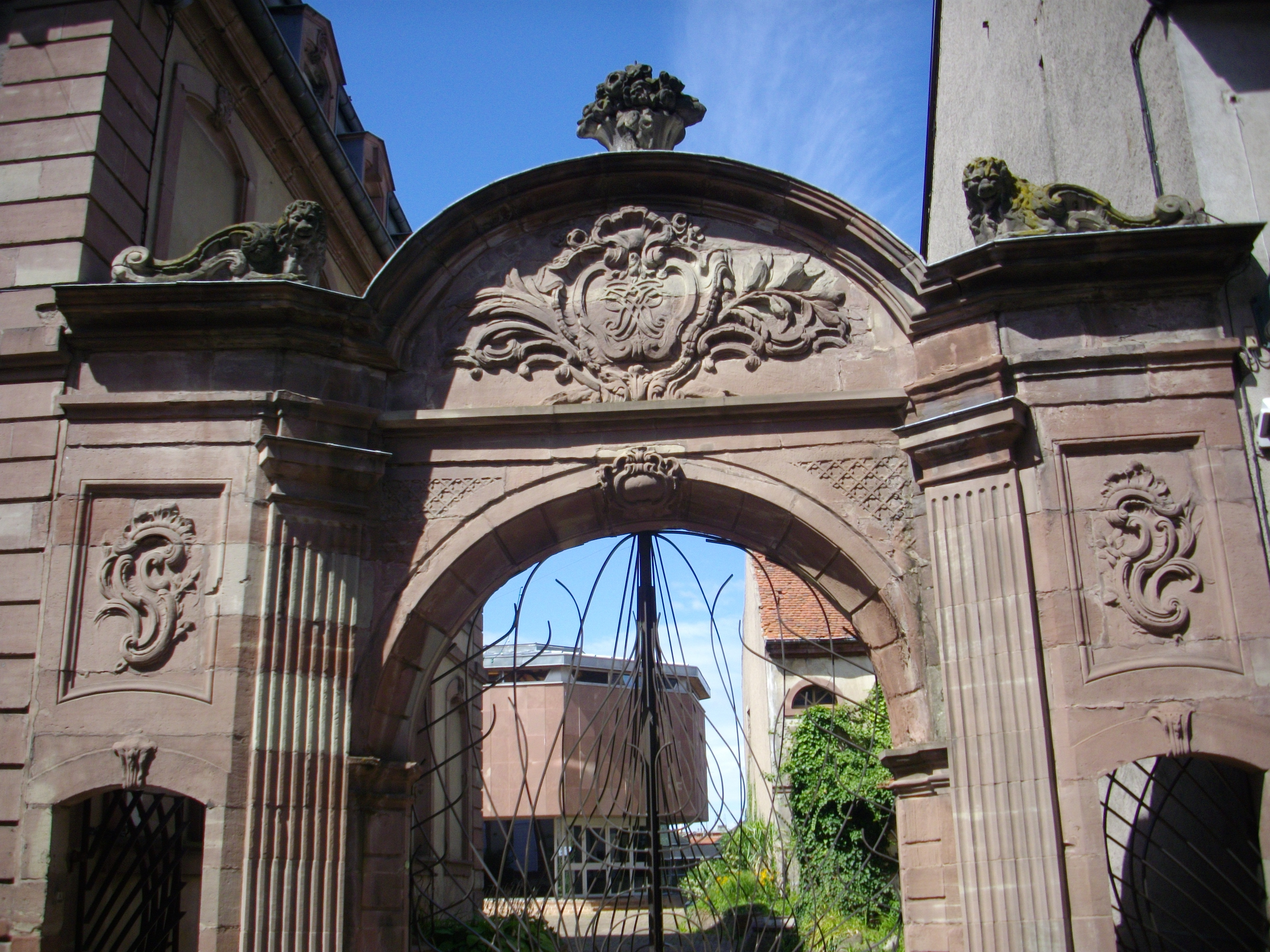
萨尔堡图书馆
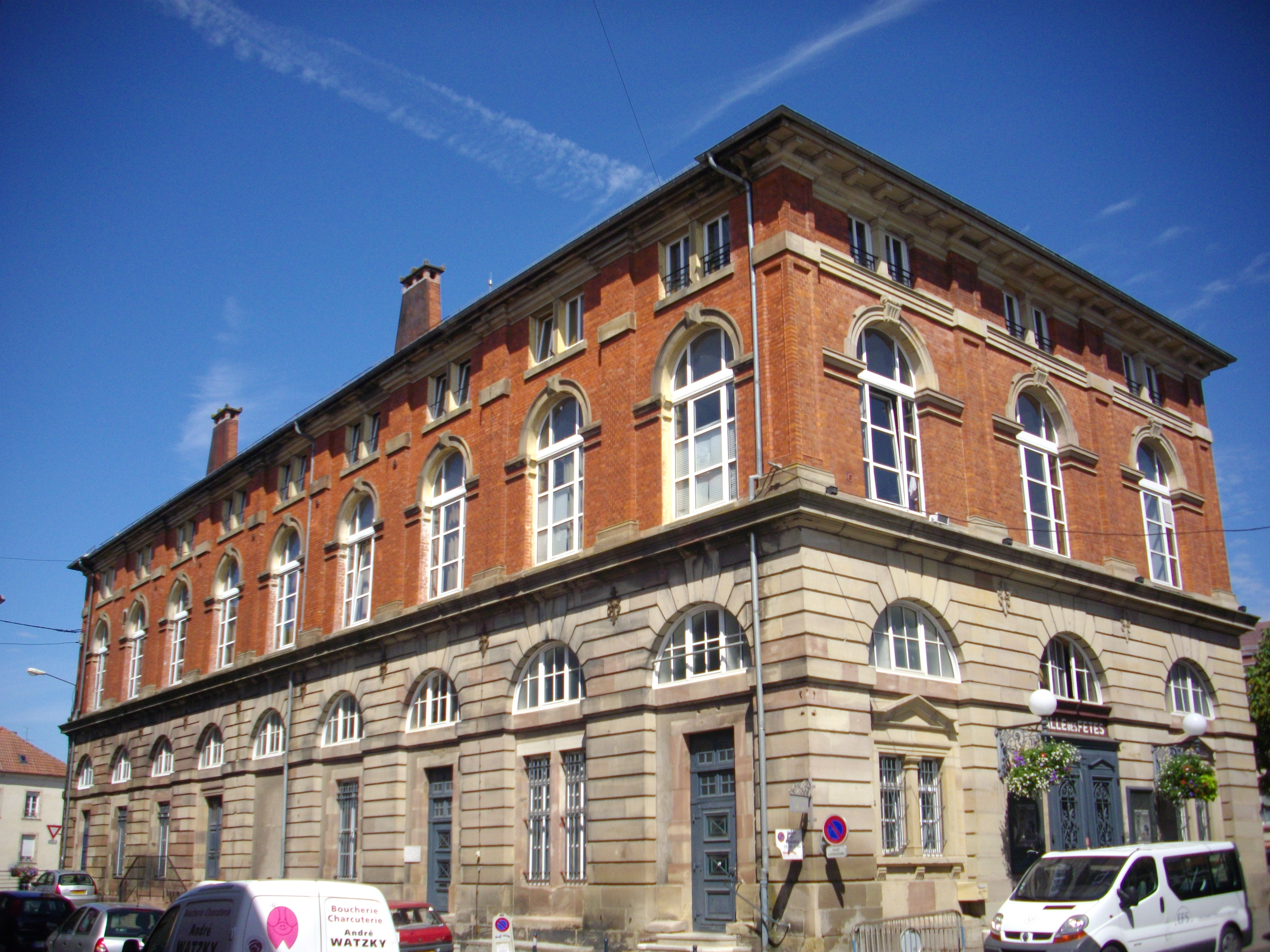
市政大堂
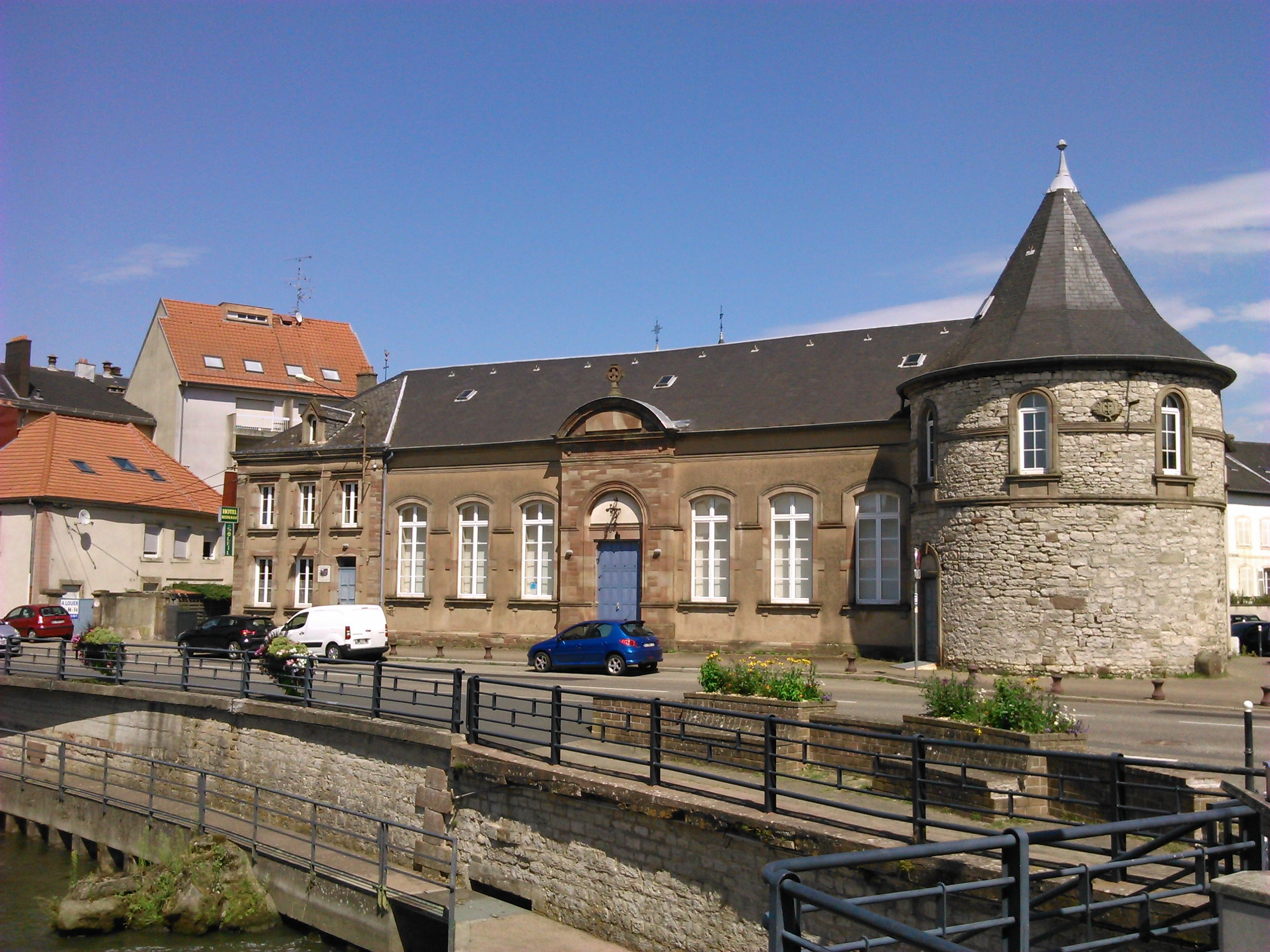
赌场

### 旅游
萨尔堡的旅游事务由其所属的公共社区负责。2020年，萨尔堡境内共有2家宾馆共计54间房间。

### 媒体
法国主要的媒体均可在萨尔堡接收，法国电视三台下属的大东部大区频道在部分时段播出萨尔堡所属区域的地方新闻。

## 相关人物
法国足球运动员约安·克鲁瓦泽出生于萨尔堡。法国政治家皮埃尔·梅斯梅尔曾于1971至1989年间担任萨尔堡市长职务。

## 友好城市
截至2020年12月，萨尔堡共与一座城市互为友好城市关系：
- 德国 萨尔堡 (莱茵兰-普法尔茨州)